# Суперфорсаж!
Суперфорсаж! (англ. Superfast!; с англ. — «Сверхбыстрый!») — американская пародийная кинокомедия 2015 года, снятая Джейсоном Фридбергом и Аароном Зельцером. Картина пародирует серию фильмов «Форсаж». «Суперфорсаж!» был выпущен в кинотеатрах и VOD-сервисе 3 апреля 2015 года, чтобы совпасть с премьерой фильма «Форсаж 7».
В России фильм «Суперфорсаж!» был в прокате с 12 по 22 марта 2015 года и его просмотрели 121,8 тыс. зрителей, сборы составили $419 987. На Украине фильм собрал в прокате с 12 марта по 5 апреля 2015 года $61 023.

## Сюжет
Полицейский Лукас Уайт тайно входит в мир подпольных уличных гонок, чтобы присоединиться к банде уличных гонщиков во главе с Вином Серенто и тем приблизиться к преступной группировке во главе с королём преступников Лос-Анджелеса Хуаном Карлосом де ла Солом. Утром после проигранной уличной гонки Лукас отправляется в гараж Вина с разбитым Smart Fortwo и устраивается к нему на работу механиком, несмотря на возражения Кертиса, друга Вина. Также Уайт налаживает отношения с сестрой Вина Джорданой.
На следующий день Лукас и Вин встречаются с бандой, чтобы обменять суперкар де ла Сола  на портфель с деньгами, но только затем, чтобы обнаружить внутри бомбу. Вина преследует лидер банды, а Лукас случайно уничтожает детектива Ганновера, своего начальника и единственного, кто знает о его личности как тайного полицейского. Позже на место преступления прибывают детектив Рок Джонсон и офицер Джули Канаро. Вернувшись в свой гараж, Вин и его друзья обнаруживают в компьютере в суперкаре мафиозо информацию о его незаконных делах, благодаря которой они намерены похитить 100 миллионов долларов. Для этого Вин использует Раппера Камео, крутого азиатского парня, и модель, ставшую актрисой. В то же время Джордана сообщает Лукасу, что она беременна. Позже банда начинает ограбление, но в конечном итоге оказывается не на той улице и по ошибке ловят священника и монахиню. Позже Вин и его друзья узнают, что секретный тайник находится в ресторане Big Ass Taco. У них есть план: проникнуть в хранилище, украсть деньги и бежать в страну, не имеющую экстрадиции, без каких-либо жертв, кроме Кертиса. На следующее утро Джонсон и его команда приезжают в гараж Вина; объект пуст, но Канаро обнаруживает планы банды, которые Джонсон игнорирует.
В Big Ass Taco банда понимает, что Кёртис их обманул, и участвует в перестрелке с головорезами де ла Сола. В последнюю минуту Кёртис погибает, защищая Вина. Используя восстановленный Smart и Toyota Corolla Лукаса, Вин и Лукас сбегают. Де ла Соль и Сезар преследуют их с Джонсоном и его командой. Подруга Вина, лесбиянка Мишель, берёт на себя Канаро, чтобы помочь банде уйти. В то же время, де ла Сол выгоняет Сезара из своего внедорожника после спора о климате-контроле. Джонсон убивает Сезара в перестрелке и останавливает де ла Сола, но тот убегает, подкупив детектива мужским комплектом для улучшения. Услышав взрыв, Джонсон направляется в заброшенный ресторан и гоняется за бандой. Он настигает Джордану и сообщает ей и Вину, что Лукас — тайный полицейский. Лукас пристёгивает Джонсона к Scion tC Джорданы и уходит с ней и Вином, в то время как Джонсон изо всех сил пытается схватить свою бутылку детского масла, стоящую на земле. Спрятав наличные в трусы, Лукас и Вин соглашаются на ещё одну гонку, с нерождённым ребёнком Джорданы. В это время появляется де ла Соль, требуя возвращения своих денег, но его сбивает машина с Мишель и Канаро. Лукас, Вин и Джордана затем выходят на гонку, и Вин спорит с устройством GPS после того, как оно направляет его в магазин париков.

## В ролях
- Алекс Эшбо — офицер Лукас Уайт (пародия на Брайана О’Коннера)[7]
- Дейл Павински — Вин Дроссель (пародия на Доминика Торетто)
- Лили Мирожник[англ.] — Джордана Дроссель, ( пародия на Миа Торетто)
- Андреа Наведо — Мишель Ториц (пародия на Летти Ортис)
- Дэниел Буко — Кёртис (пародия на Винса Кретча)
- Дио Джонсон — детектив Рок Джонсон (пародия на Люка Хоббса)
- Рохелио Дуглас-младший — камео рэпера (пародии на Теджа Паркера и Романа Пирса)
- Крис Пэнг — крутой азиатский парень (пародия на Хань Лью)
- Шанель Селая — модель ставшая актрисой (пародия на Жизель Яшар)
- Шантель Виславски — офицер Джули Канаро (пародии на Монику Фуэнтес и Елену Нивес)
- Омар Чапарро[англ.] — Хуан Карлос де ла Соль (пародия на Артуро Брагу и Эрнана Рейеса)
- Джозеф Джулиан Сория[англ.] — Сезар Вильякрус (пародия на Феникса Кальдерона и Зизи)
- Гонсало Менендес — детектив Ганновер
- Амин Джозеф[англ.] — Дре
- Луис Чавес — Гектор
- Куэто Йеска — Хосе

## Съёмочная группа
- Режиссёры — Джейсон Фридберг и Аарон Зельцер
- Продюсеры — Джейсон Фридберг, Аарон Зельцер и Питер Сафран
- Сценаристы — Джейсон Фридберг и Аарон Зельцер
- Оператор — Шон Маурер
- Композитор — Тим Уинн
- Художники — Джоди Джинневер, Марисса Ричтмайер (по костюмам), Натали Нейрат (по декорациям)
- Монтажёр — Пек Прайор

## Дублирование
- Режиссёр дубляжа — Александр Вартанов

Актёры дубляжа:
- Николай Быстров — Лукас Уайт
- Василий Дахненко — Вин Серенто
- Ирина Киреева — Джордана Серенто
- Иван Жарков — детектив Джонсон
- Илья Исаев — Хуан Карлос де ля Соль
- Сергей Чихачёв

## Реакция

### Кассовые сборы
В Италии «Суперфорсаж!» собрал в кинопрокате $638 268, в России — $419 987, в ОАЭ — $399 512, в Бразилии $287 851, в Таиланде — $254 839, на Украине — $61 023, во Вьетнаме — $9 475, в Хорватии — $4776, в общей сложности — 2 075 731 долларов США.

### Критика
Фильм получил в целом негативные отзывы критиков. Джо Лейдон из Variety написал в своём обзоре, что «Superfast!» нацеливается на лёгкие цели и пропускает намного больше». Мартин Цай из Los Angeles Times прокомментировал картину так: «Хотя фанаты могут оценить все подмигивания и подталкивания, фильм является крушением для непосвящённых». Брайан Орндорф из Blu-ray.com дал фильму всего 2 балла из 10, назвав его «мозговой смертью».

### Домашние медиа
Премьера фильма в США состоялась 3 апреля на VOD и в избранных кинотеатрах. Он был выпущен на DVD в Японии 17 апреля компанией Asmik Ace Entertainment под названием Wild na Speed! Aho Mission (яп. ワイルドなスピード！AHO MISSION). Во Франции фильм был выпущен TF1 Vidéo под названием Superfast 8.